# Panasonic
Panasonic Holdings Corporation (яп. パナソニック ホールディングス株式会社 Панасоникку Хо:рудингусу кабусики-гайся) — крупная японская машиностроительная корпорация, один из крупнейших в мире производителей бытовой техники и электронных товаров. Штаб-квартира — в городе Кадома префектуры Осака (Япония). В списке крупнейших публичных компаний мира Forbes Global 2000 за 2023 год компания заняла 356-е место. Входит в десятку крупнейших в мире производителей литий-ионных аккумуляторов, в частности производит их для электромобилей компании Tesla.
До 1 октября 2008 года носила название Matsushita Electric Industrial Co., Ltd. Panasonic (как и National, National Panasonic, Technics, Quasar) была одной из торговых марок этой компании.

## История

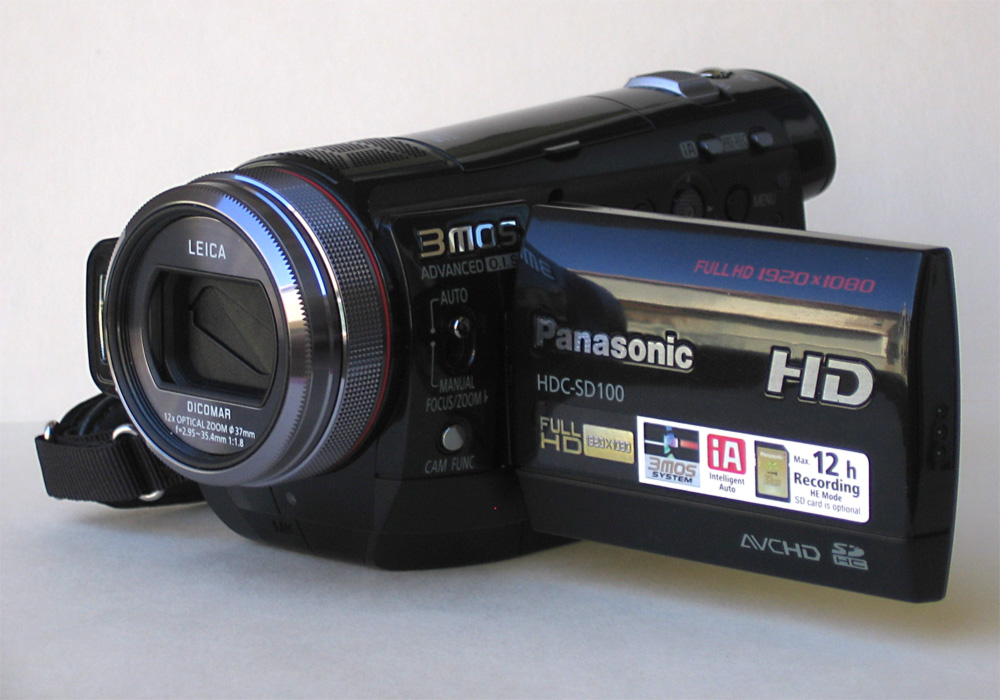
Видеокамера Panasonic

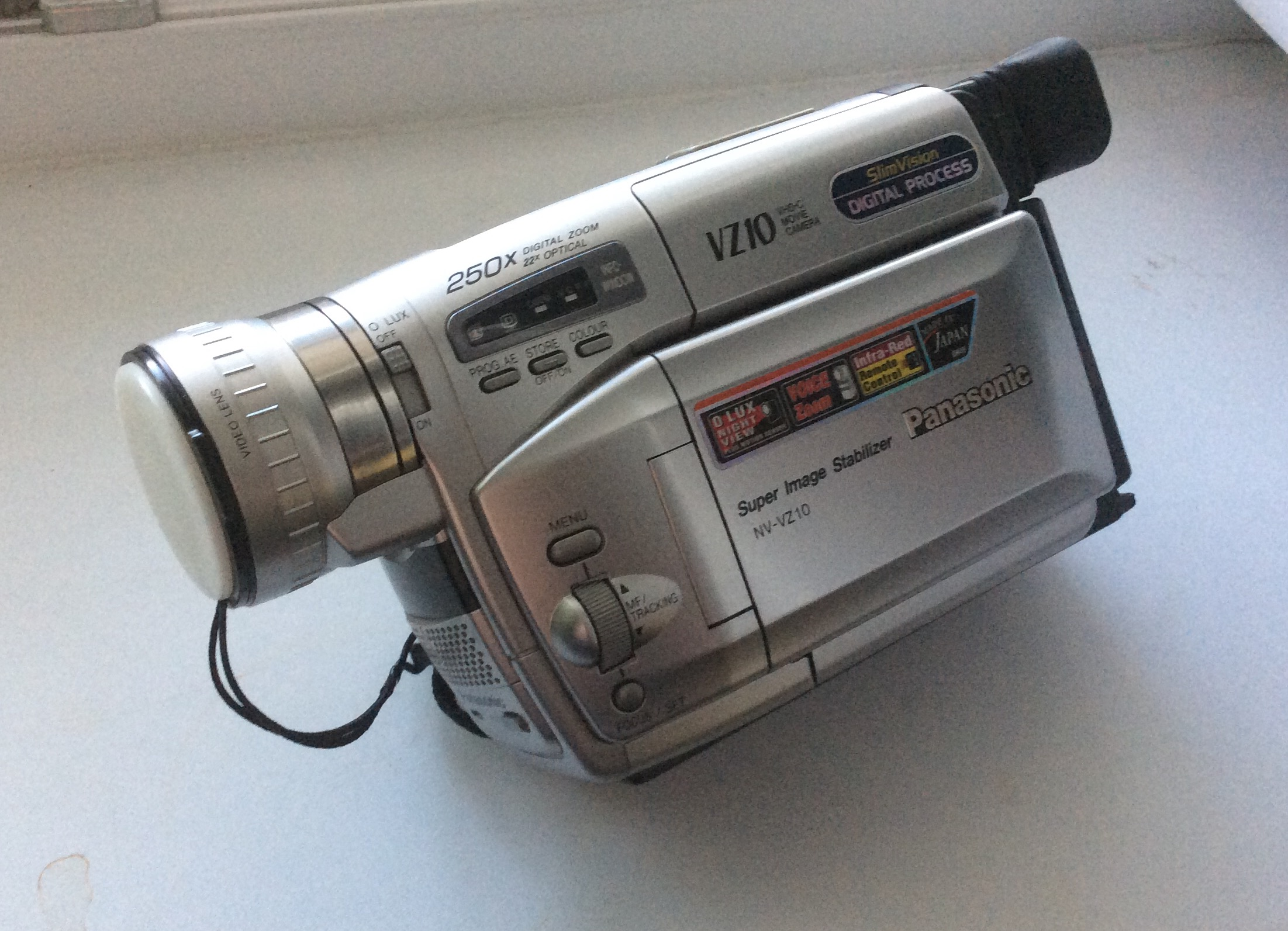
VHS-C камера модели NV-VZ10 компании Panasonic

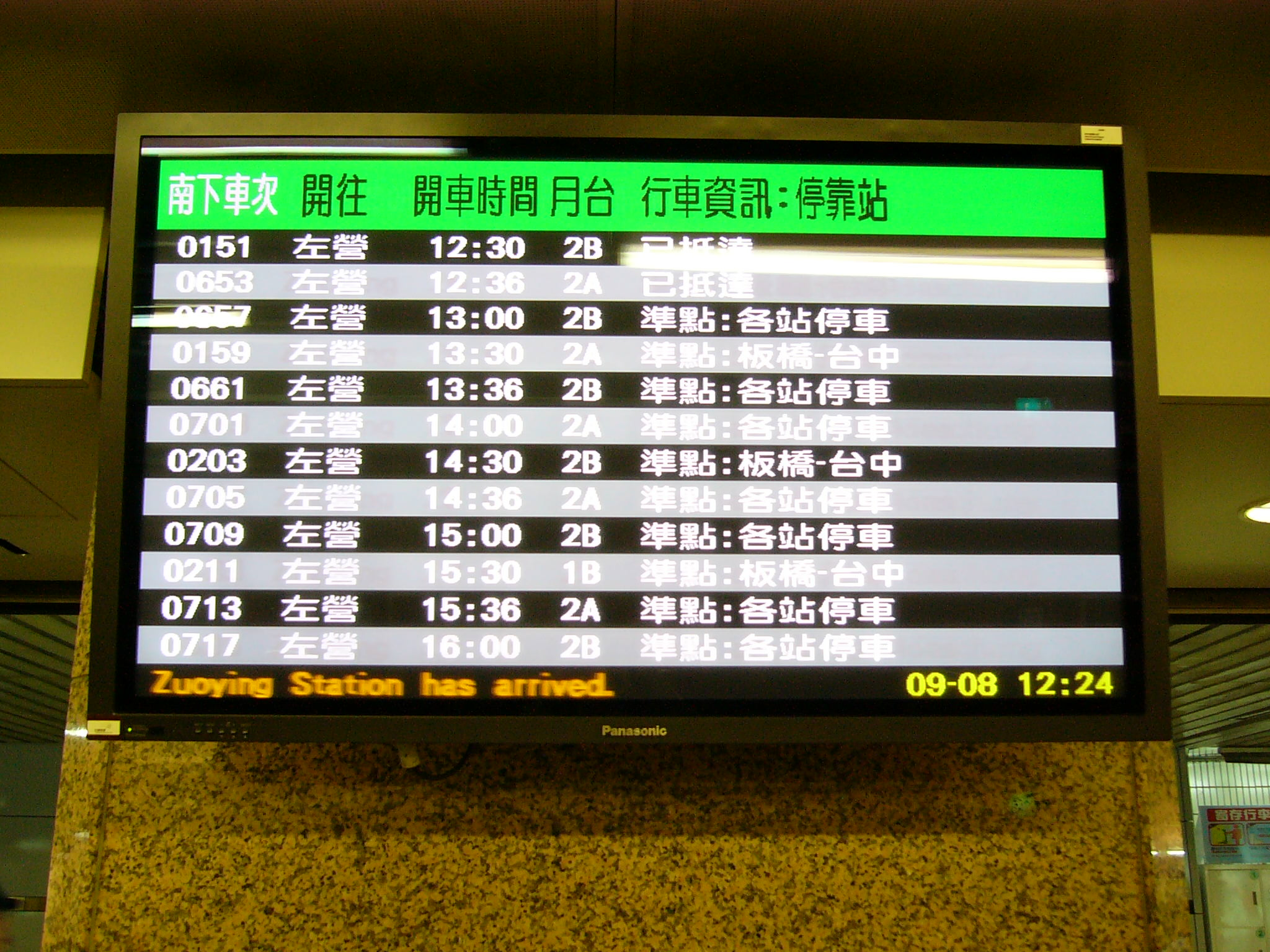
Плазменная панель Panasonic

В 1918 году японским предпринимателемм Коносукэ Мацусита был основан завод Matsushita Electric Factory, начавший производство электрических розеток и вилок. 
В 1927 году была представлена торговая марка National, под которой завод начал выпуск велосипедных фонарей. 
В 1931 году ассортимент продукции пополнился радиоприёмниками и сухими гальваническими элементами. 
В 1933 году был построен новый крупный завод в Кадоме (префектура Осака); 
в 1935 году начался выпуск электромоторов. 
Также в 1935 году компания была зарегистрирована под названием Matsushita Electric Industrial Company и была создана дочерняя компания Matsushita Electric Works для производства промышленного оборудования.
Во время Второй мировой войны Matsushita, как и многие другие японские корпорации, была вовлечена в производство военной продукции. 
В 1946 году Генеральным штабом союзных сил были наложены ограничения на корпорацию, в частности Matsushita Electric Works была отделена в самостоятельную компанию. 
В 1950-х годах при технической поддержке нидерландской компании Philips Electronics был построен новый завод и основана компания Matsushita Electronic Corp как совместное предприятие Matsushita Electric Industrial Co., Ltd и Philips, корпорация начала выпускать радиоприёмники, телевизоры, магнитофоны и бытовую технику. 
В 1954 году началось сотрудничество с JVC, 
в 1957 году была создана торговая сеть National Shop, предназначенная для продажи товаров под маркой National. 
В 1955 году впервые появилась торговая марка Panasonic, под которой корпорация продавала телевизоры в США, 
в конце 1970-х годов она также стала использоваться для продаж товаров в Европу, а с середины 1980-х годов и в Японии. 
В 1960-х годах корпорацией было освоено производство микроволновых печей, кондиционеров и видеомагнитофонов. С начала 60-х корпорации Matsushita принадлежал контрольный пакет акций компании JVC (Victor Company of Japan, Limited), разработчика стандарта бытового видео VHS; в 2007 году пакет акций JVC был продан группе инвесторов.
В 1965 году была создана торговая марка Technics, под которой был начат выпуск высококачественной аудиотехники. Так, в 1975 году состоялась премьера первых в мире фазолинейных акустических систем Technics SB-7000, цена составляла порядка 100 000 иен (700 $). 
В 1977 году была начата продажа видеокассет формата VHS, а также был начат выпуск серии стереоусилителей SE-A1, SE-A3, SE-A5 под брендом Technics. Двумя годами позже начался выпуск винилового хай-фай проигрывателя Technics SL-1200 MK2, ставшего мировым бестселлером среди бытовых проигрывателей виниловых дисков и имевший недостижимые параметры детонации вследствие применения революционной технологии прямого привода диска (Direct Drive, DD); он выпускался до 2002 года. 
В 1984 году начались продажи CD-плеера Technics SL-P50P ценой 670 000 иен (4000 $).
В 1987 году был начат выпуск хлебопечек. 
27 апреля 1989 года, в возрасте 94 года умер основатель и руководитель Matsushita Electric Industrial Co. Коносукэ Мацусита. Со следующего года было прекращено использование бренда National в Японии, он был заменен на Panasonic. 
В 1993 было ликвидировано совместное с Philips предприятие Matsushita Electronic Corp. 

Попытка Panasonic выйти в 1993 году на рынок видеоигр со своей игровой консолью 3DO Interactive Multiplayer встретила сильную конкуренцию со стороны Sony PlayStation, в результате её выпуск был прекращён в конце 1995 года. 
В 1994 году с Shun Hing Electric Works были созданы совместные предприятия Panasonic Shun Hing Industrial Sales (Hong Kong) Co., Ltd (в Гонконге) и Panasonic SH Industrial Sales (Shenzen) Co., Ltd (в Шэньчжэне, КНР); торговая марка Shun Hing Rasonic стала брендом Panasonic. 

В 1997 году началась реорганизация корпорации с целью уменьшения числа дочерних компаний.
В 2001 году Matsushita выпустила новую игровую консоль Nintendo GameCube («Q» в Японии) с DVD-приводом. 
В 2002 году было прекращено использование бренда Technics в США и Европе (он был заменен на Panasonic). 
С 1 октября 2008 года Matsushita Electric Industrial Co., Ltd. поменяла название на Panasonic Corporation; переименованию были подвержены все бренды компании, в названиях которых присутствовали названия Matsushita или National. 
10 декабря 2009 года было подписание соглашения о слиянии с компанией Sanyo Electric Co. Покупка 50,19 % акций Sanyo обошлась Panasonic в 404 млрд иен (4,6 млрд $).
В марте 2011 года генеральный директор компании Дзюнъитиро Китагава отметил, что в результате землетрясения в Японии пострадало три завода компании, что сказалось на производстве цифровых аппаратов.
В сентябре 2020 тайваньской компании Nuvoton Technologies Corporation было продано, за 250 млн долл., подразделение Panasonic, занимавшееся производством полупроводниковой продукции — Panasonic Semiconductor Solutions (ранее называлось Matsushita Electronic Corporation) вместе с долей в 49 % в совместной с Tower Semiconductor компанией TPSCo, которая владеет двумя заводами в Японии; новая компания получила название Nuvoton Technologies Corporation Japan.
Panasonic до 2019 года являлась эксклюзивным поставщиком аккумуляторов для автомобильных батарей электромобилей Tesla.
В 2014 году было достигнуто соглашение с производителем электромобилей Tesla о строительстве в США «Гигафабрики» по производству литий-ионных аккумуляторов; реализацию этого проекта стоимостью 5 млрд долл. планировалось завершить к 2020 году.
Летом 2016 года стало известно о намерениях корпорации Panasonic провести полную проверку деятельности словенского производителя бытовой техники Gorenje для возможного её полного поглощения, однако по итогам этой проверки в Panasonic решили отказаться от поглощения, сославшись на нерентабельность инвестиций в Gorenje (у Panasonic с 2013 года была 13-процентная доля в этой компании).
19 ноября 2020 года Panasonic объявила о реструктуризации, которая должна быть завершена к 2022 году, в рамках которой компания выделяет доменные компании в качестве дочерних компаний, находящихся в полной собственности, и преобразуется в холдинговую компанию под названием «Panasonic Holdings Corporation». Планы Panasonic аналогичны планам её конкурента Sony 1 апреля 2021 года, когда Sony Corporation стала Sony Group Corporation.

## Руководство
- Кадзухиро Цуга — председатель совета директоров с апреля 2023 года, в компании с 1979 года (Matsushita Electric Works, ltd.)
- Юки Кусуми — президент и главный исполнительный директор (CEO) с апреля 2023 года, в компании с 1989 года.

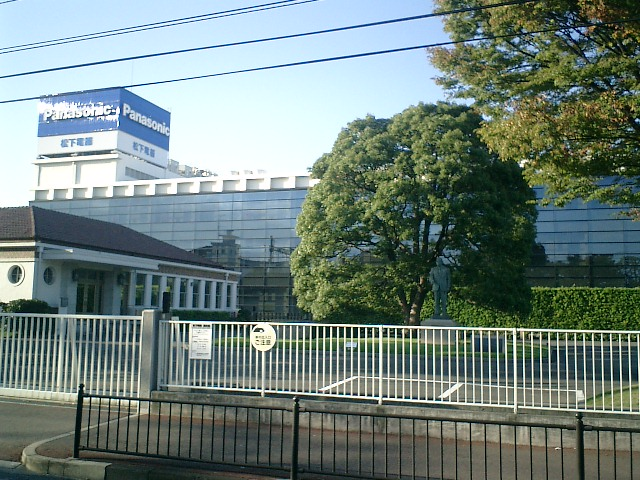
Штаб-квартира компании в Кадоме

## Деятельность
Panasonic имеет свои заводы в городе Селангор, (Малайзия) и городах Пардубице, Пльзень (Чехия). В 2016 году Panasonic, в ходе оптимизации своего производства за рубежом, продал свои заводы в городах Пасуруан и Бекаси в Индонезии китайской компании Skyworth.
Подразделения компании:
- Потребительская техника — производство кондиционеров, стиральных машин, кухонной встроенной техники, другой бытовой техники, аудио- и видеоаппаратуры, цифровых фотоаппаратов и видеокамер, телефонов, промышленного холодильного оборудования; доля в выручке — 32 %.
- Автомобильные и промышленные системы — производство комплектующих для автопромышленности, в частности литий-ионных аккумуляторов для электромобилей, мультимедийных систем, автомобильных зеркал, а также промышленного оборудования; доля в выручке — 32 %
- Экологические системы — энергосберегающие технологии, включая производство осветительного оборудования и солнечных батарей; доля в выручке — 23 %.
- Системы связи — различные направления деятельности, включая оборудование для авиации, мобильной связи, индустрии развлечений и другие; доля в выручке — 13 %; основные отделы:
  - Panasonic Avionics Corporation (производство мультимедийных систем для салонов пассажирских самолётов и другой электроники для авиации);
  - Process Automation Business Division (автоматы для сборки плат, лазеры, системы контроля над техпроцессами).

Основным регионом деятельности является Япония, на домашний рынок в 2022/23 финансовом году пришлось 39 % выручки, на КНР — 12 %, на остальную Азию — 14 %, на Америку 24 %, на Европу — 11 %.

### Торговые марки
Марка Panasonic была создана компанией Matsushita в 1955 году. Она предназначалась для использования в США, Канаде и Мексике (изначально планировалось использовать торговую марку National, но она уже была зарегистрирована другими). Название Panasonic было образовано из древнегреческого слова «pan», что означает «всё» и латинского «sonic» — «звуковой», поскольку сначала эта торговая марка использовалась для аудиооборудования.
Торговые марки, под которыми выпускается продукция:
- Panasonic — бытовая электроника для массового рынка, в том числе плазменные панели, DVD-проигрыватели, телефоны, проекторы, цифровые фотоаппараты, а также компьютерные чипы, автомобильное оборудование;
- Technics — аудиотехника (с 2008 года по 2014 используется только для профессионального музыкального оборудования для диджеинга, в 2015 году возвращается на рынок Hi-Fi аудиооборудования);
- Lumix (Panasonic Lumix) — суббренд семейства цифровых фотоаппаратов Panasonic. Под маркой Lumix выпускается широкий спектр аппаратов, от компактных до однообъективных зеркальных камер.

Среди торговых марок, более не используемых компанией:
- National (бытовая электроника и бытовая техника для японского рынка, с 2008 года не используется);
- Quasar (дешёвая бытовая электроника для рынка Северной Америки, с 2008 года не используется);
- Ramsa (профессиональное аудиооборудование для европейского рынка, с 2008 года не используется).

Так же выпускалась техника под маркой National Panasonic.
| Год                 | 2009   | 2010   | 2011  | 2012   | 2013   | 2014  | 2015  | 2016  | 2017  | 2018  | 2019  | 2020  | 2021  | 2022  | 2023  |
| ------------------- | ------ | ------ | ----- | ------ | ------ | ----- | ----- | ----- | ----- | ----- | ----- | ----- | ----- | ----- | ----- |
| Оборот              | 7766   | 7418   | 8693  | 7846   | 7303   | 7737  | 7715  | 7626  | 7344  | 7982  | 8003  | 7491  | 6699  | 7389  | 8379  |
| Чистая прибыль      | -379,0 | -103,5 | 74,02 | -772,2 | -754,3 | 120,4 | 179,5 | 165,2 | 149,4 | 236,0 | 284,2 | 225,7 | 165,1 | 255,3 | 265,5 |
| Активы              | 6403   | 8358   | 7823  | 6601   | 5398   | 5213  | 5957  | 5488  | 5983  | 6291  | 6014  | 6219  | 6847  | 8024  | 8060  |
| Собственный капитал | 3212   | 3680   | 2946  | 1978   | 1304   | 1586  | 1993  | 1647  | 1760  | 1882  | 2085  | 2156  | 2769  | 3347  | 3790  |

Примечание. Значения указаны на 31 марта каждого года, когда в Японии заканчивается финансовый год.
Некоторые из изделий брендов Panasonic:
«Matsushita» и «Technics»

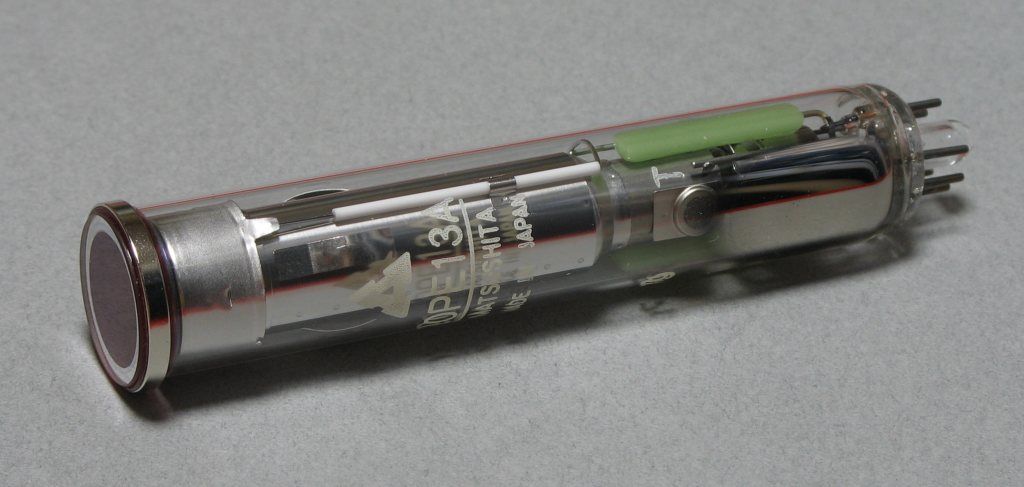
Электронная лампа
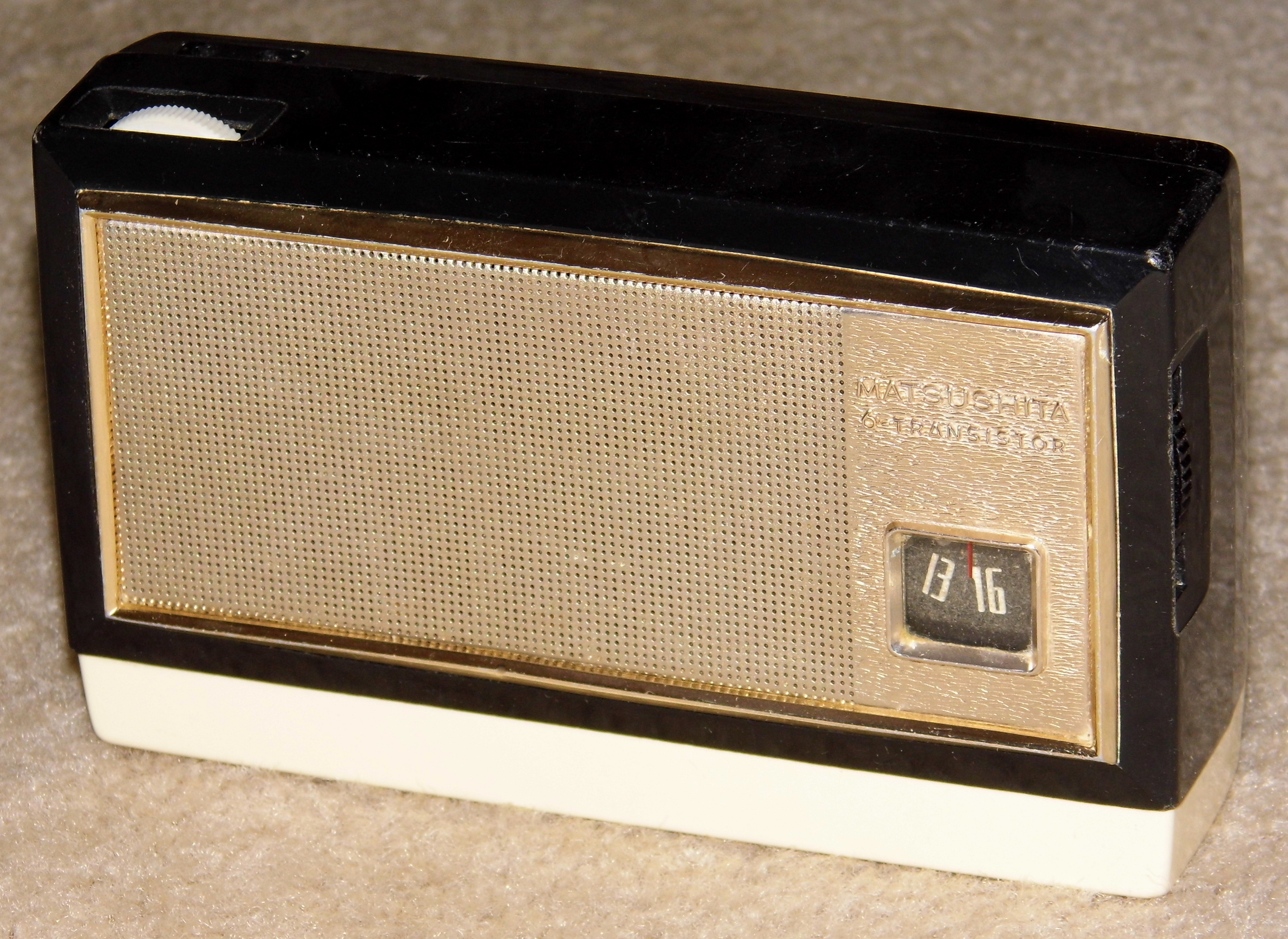
Транзисторный радиоприёмник
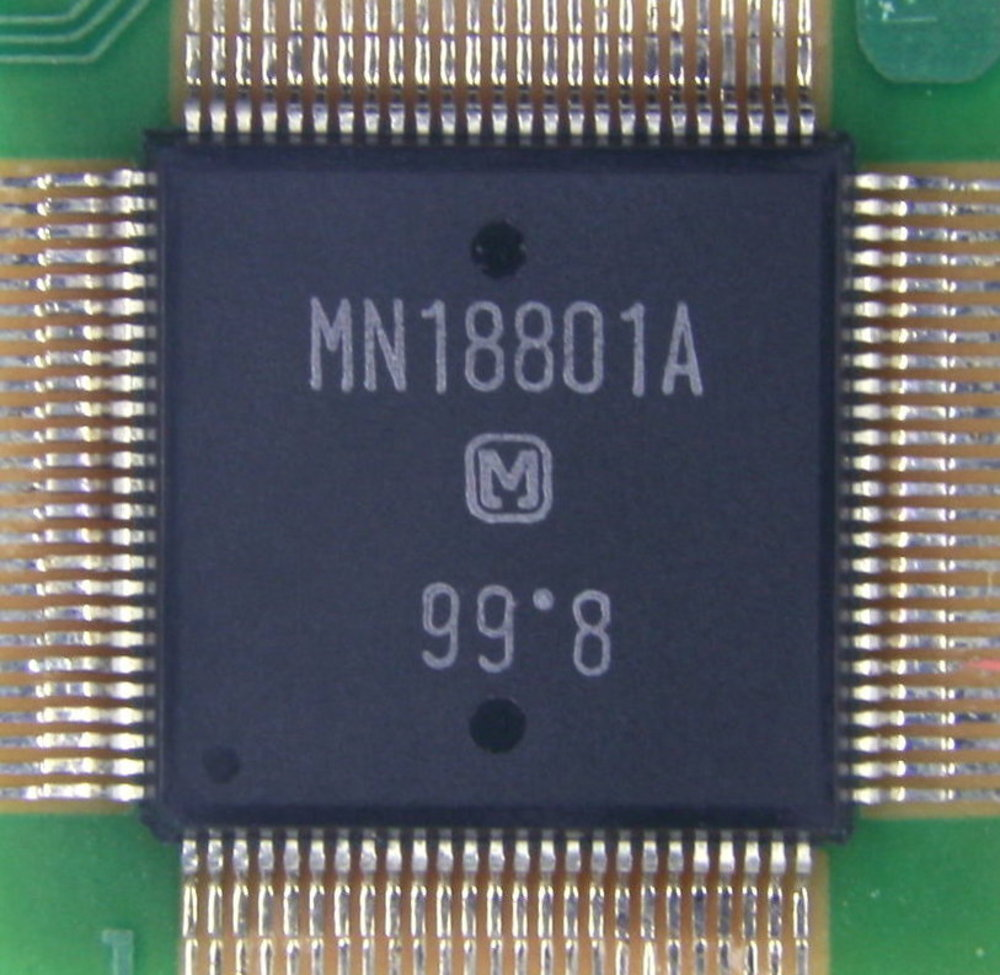
Интегральная микросхема
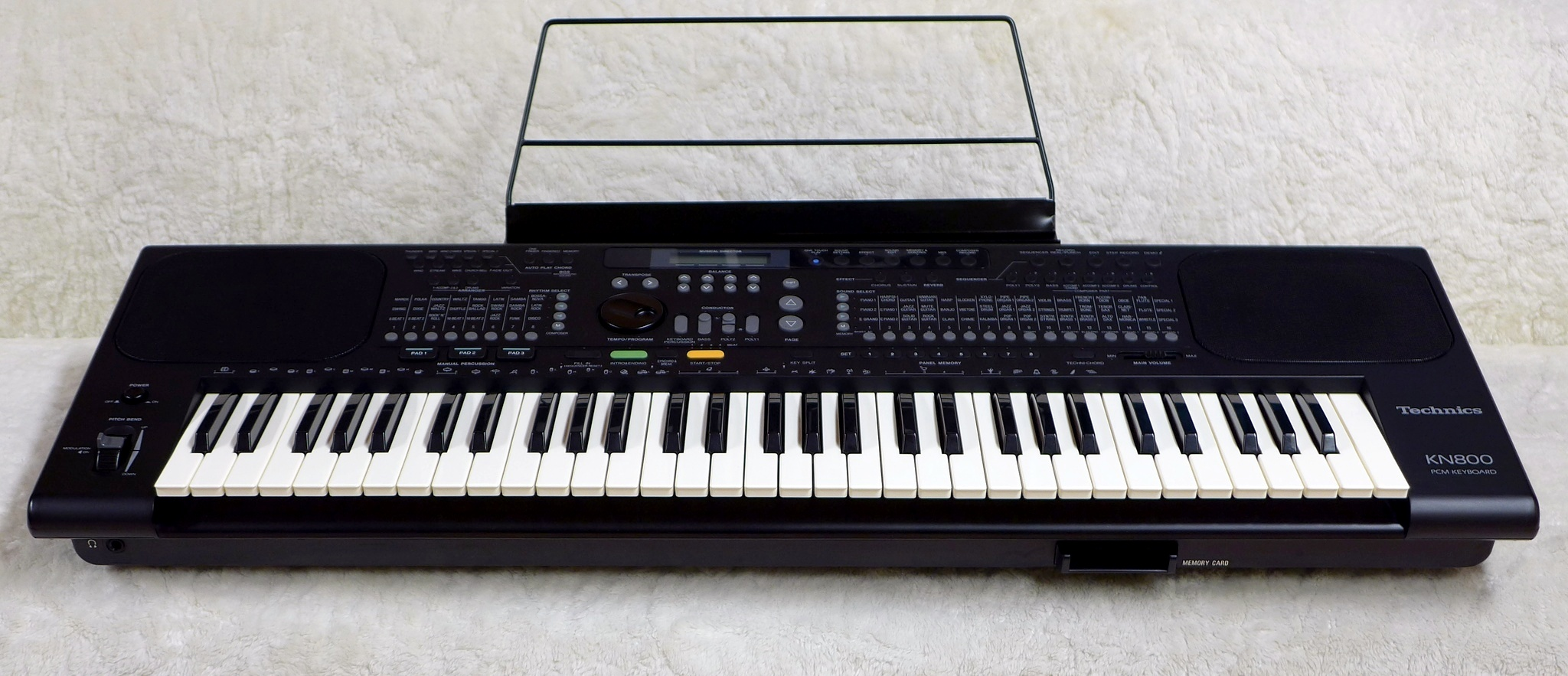
Музыкальный синтезатор
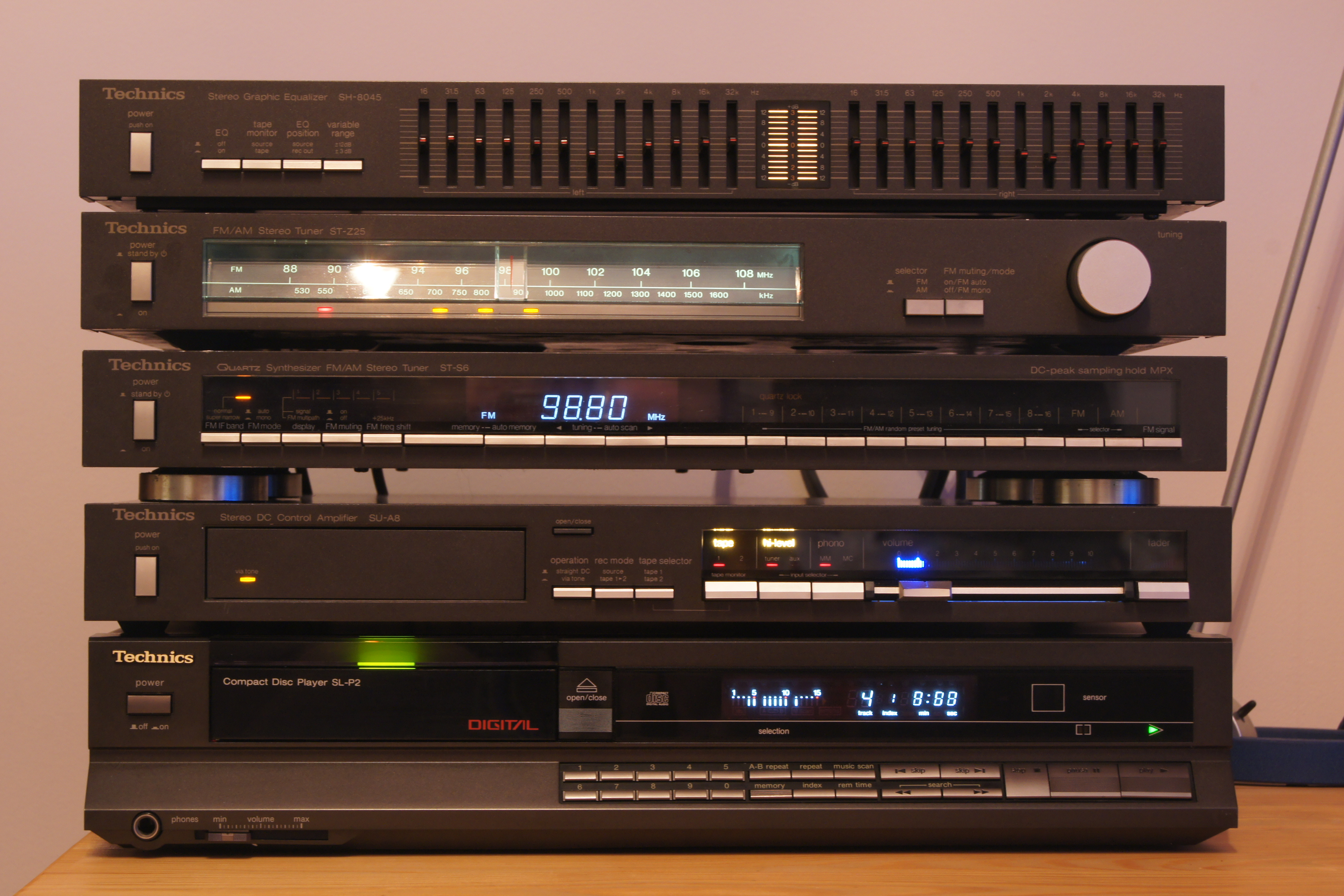
Элементы бытовой аудиосистемы Hi-Fi класса
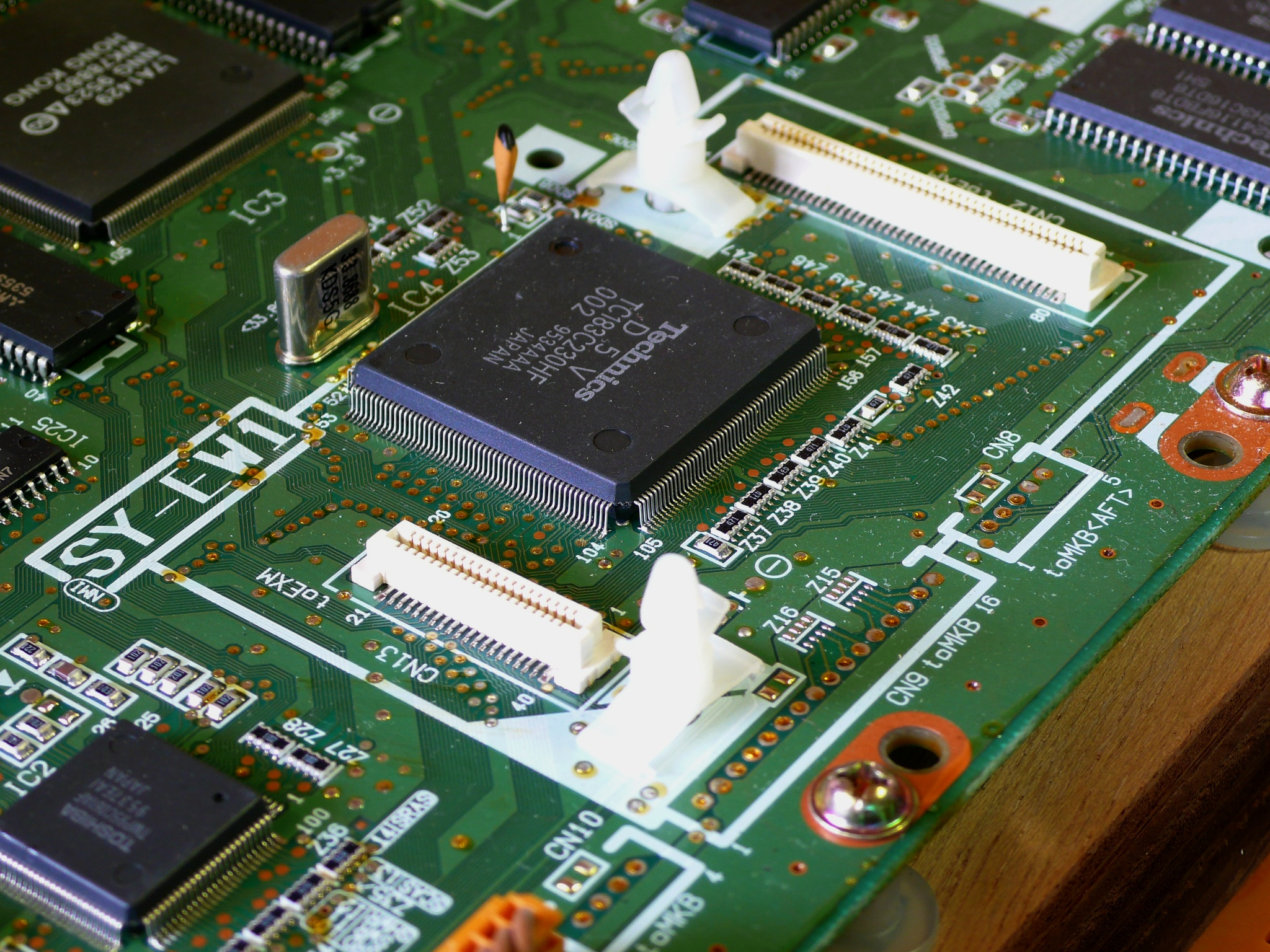
Интегральные микросхемы и микропроцессор

«National»

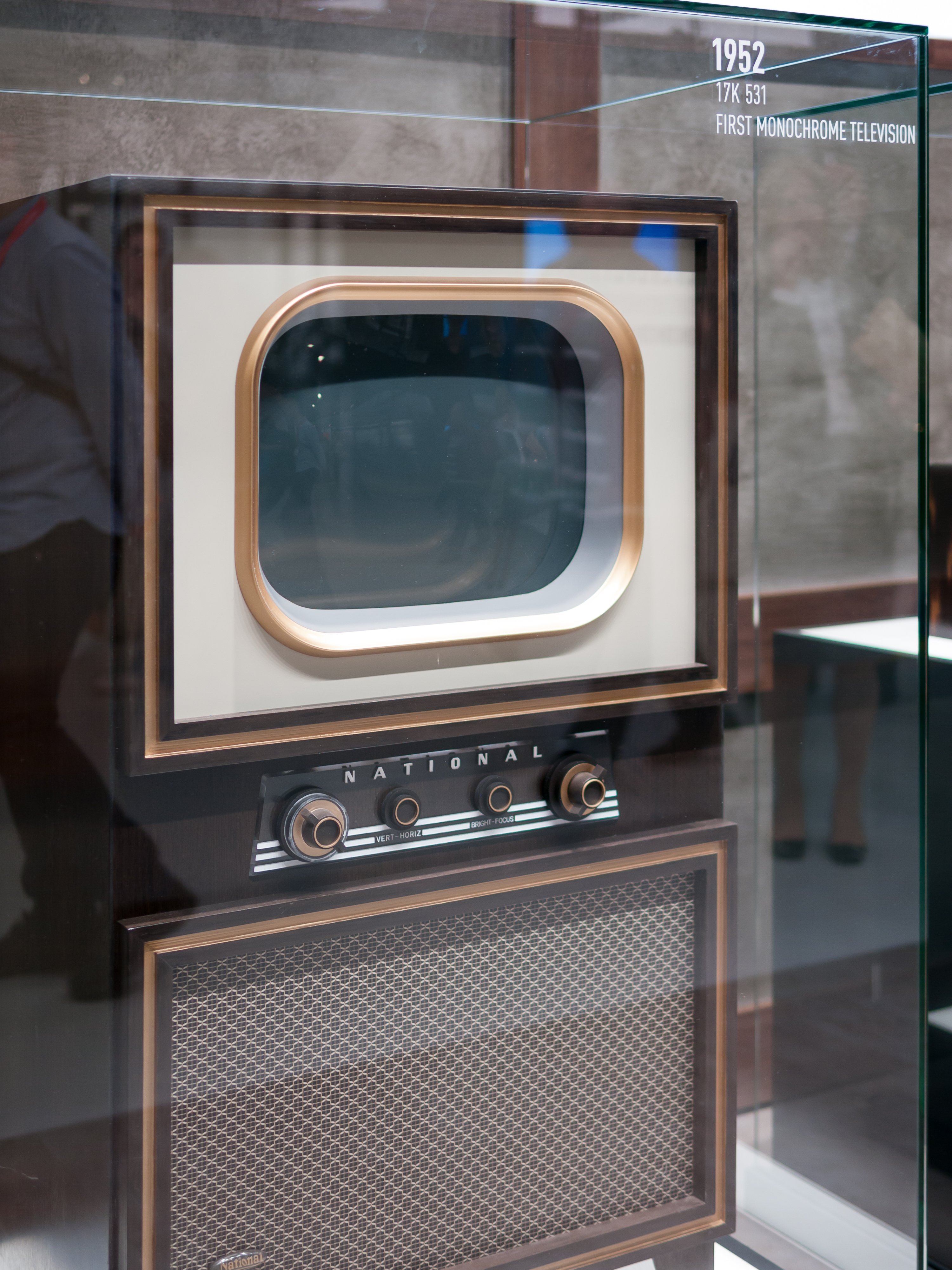
Телевизор
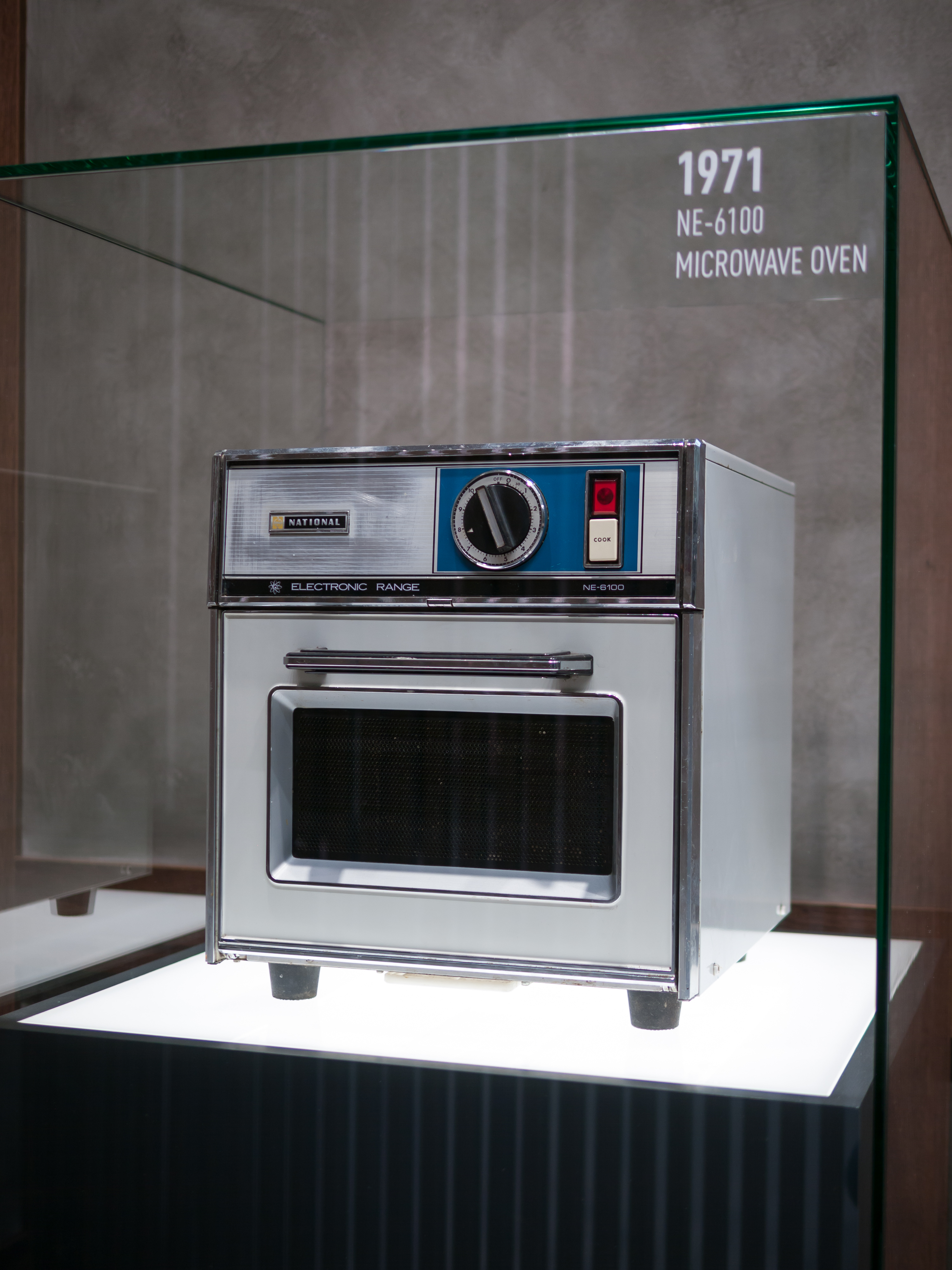
Микроволновая печь
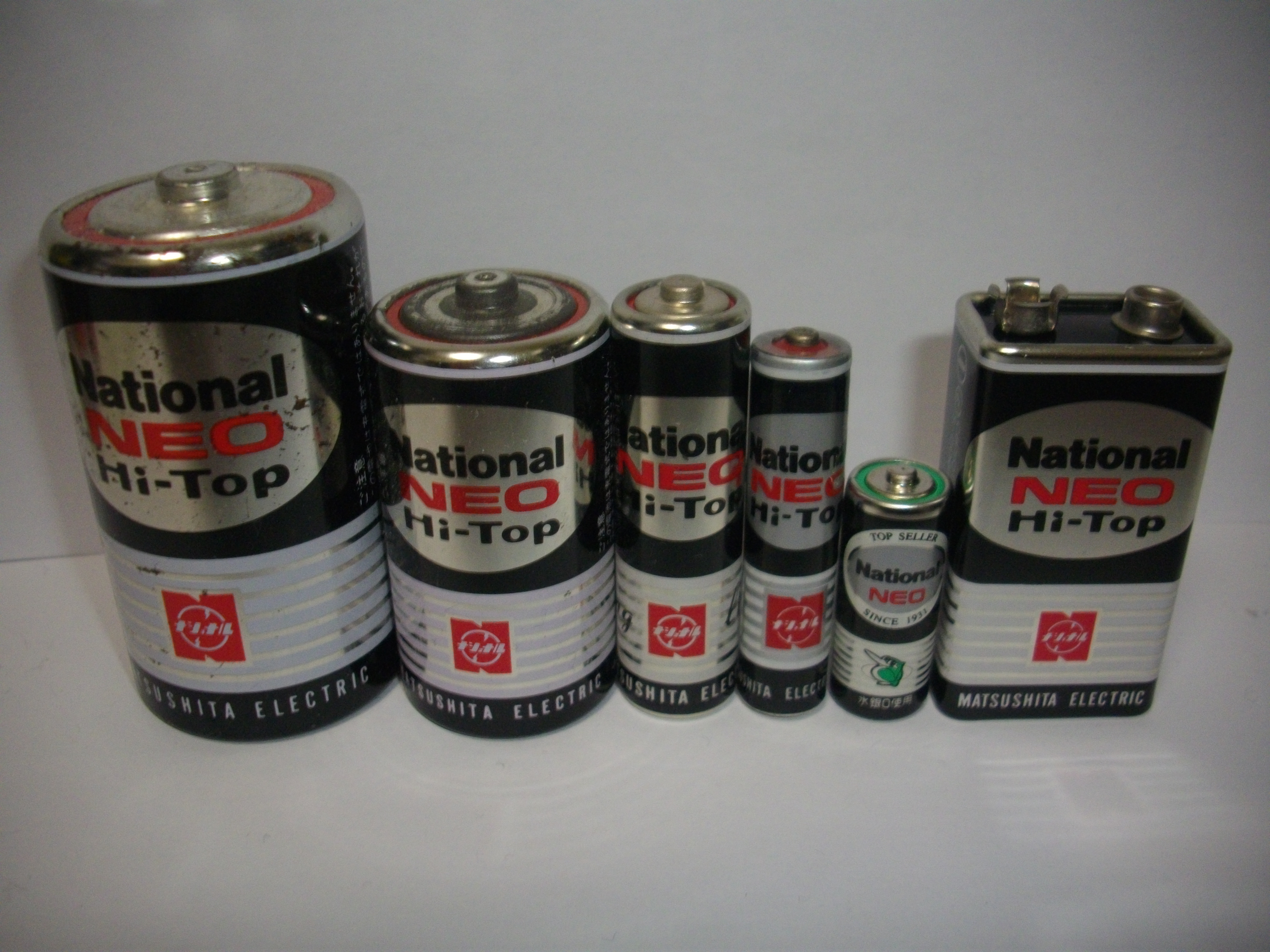
Гальванические элементы типоразмеров D, C, AA, AAA, 1/2AA, батарея 6F22
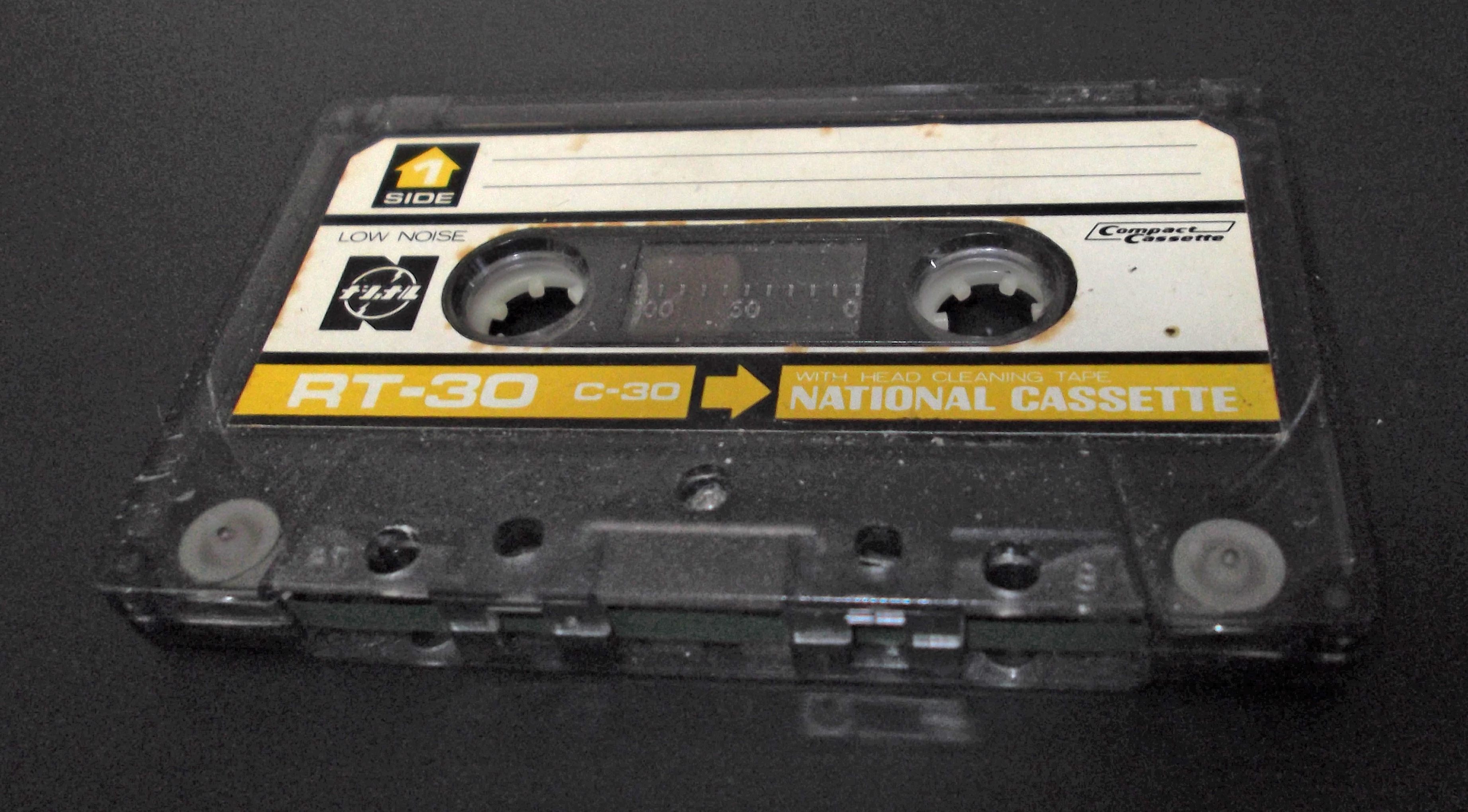
Аудио компакт-кассета
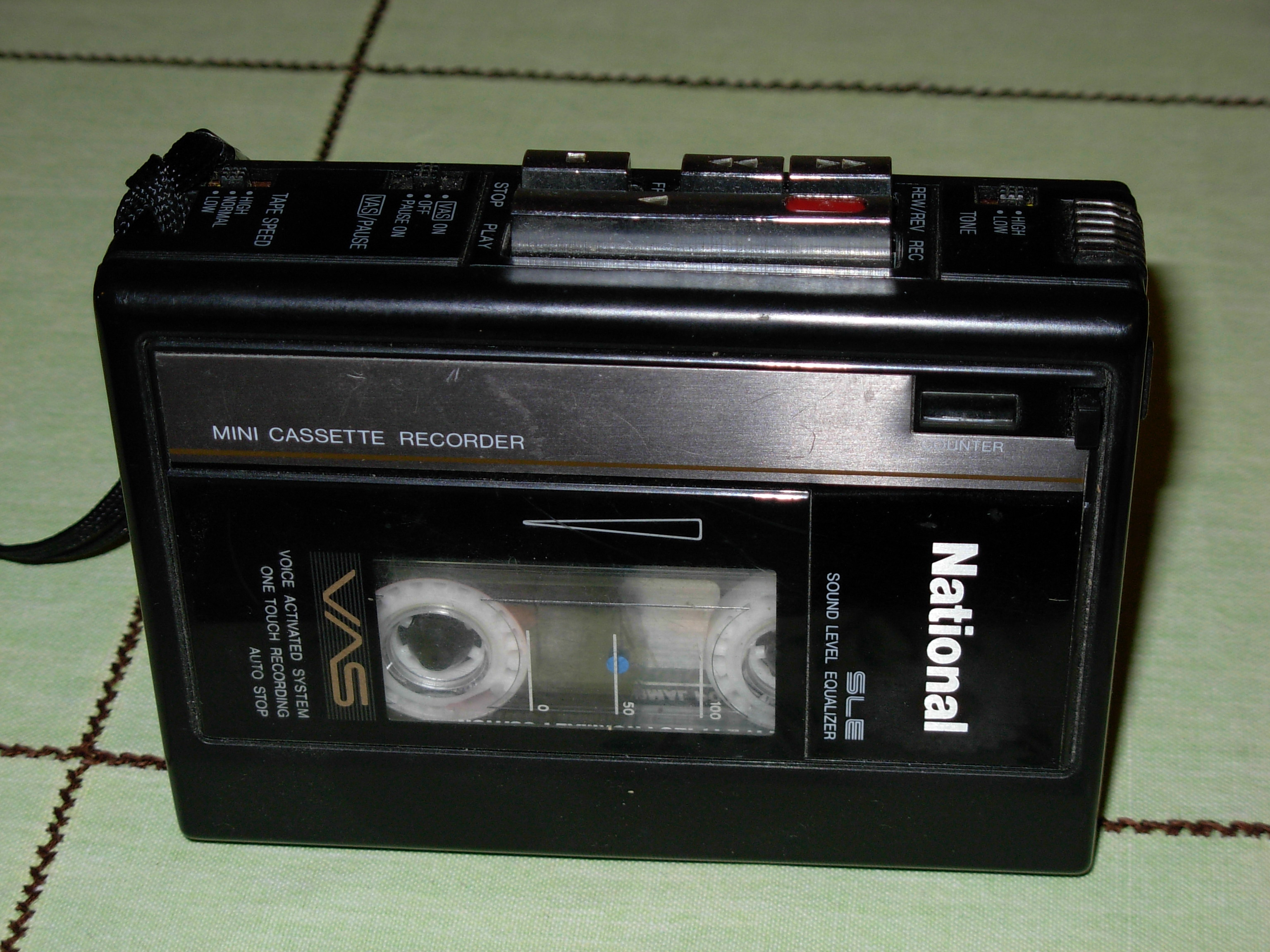
Портативный микрокассетный записывающий аудиоплеер
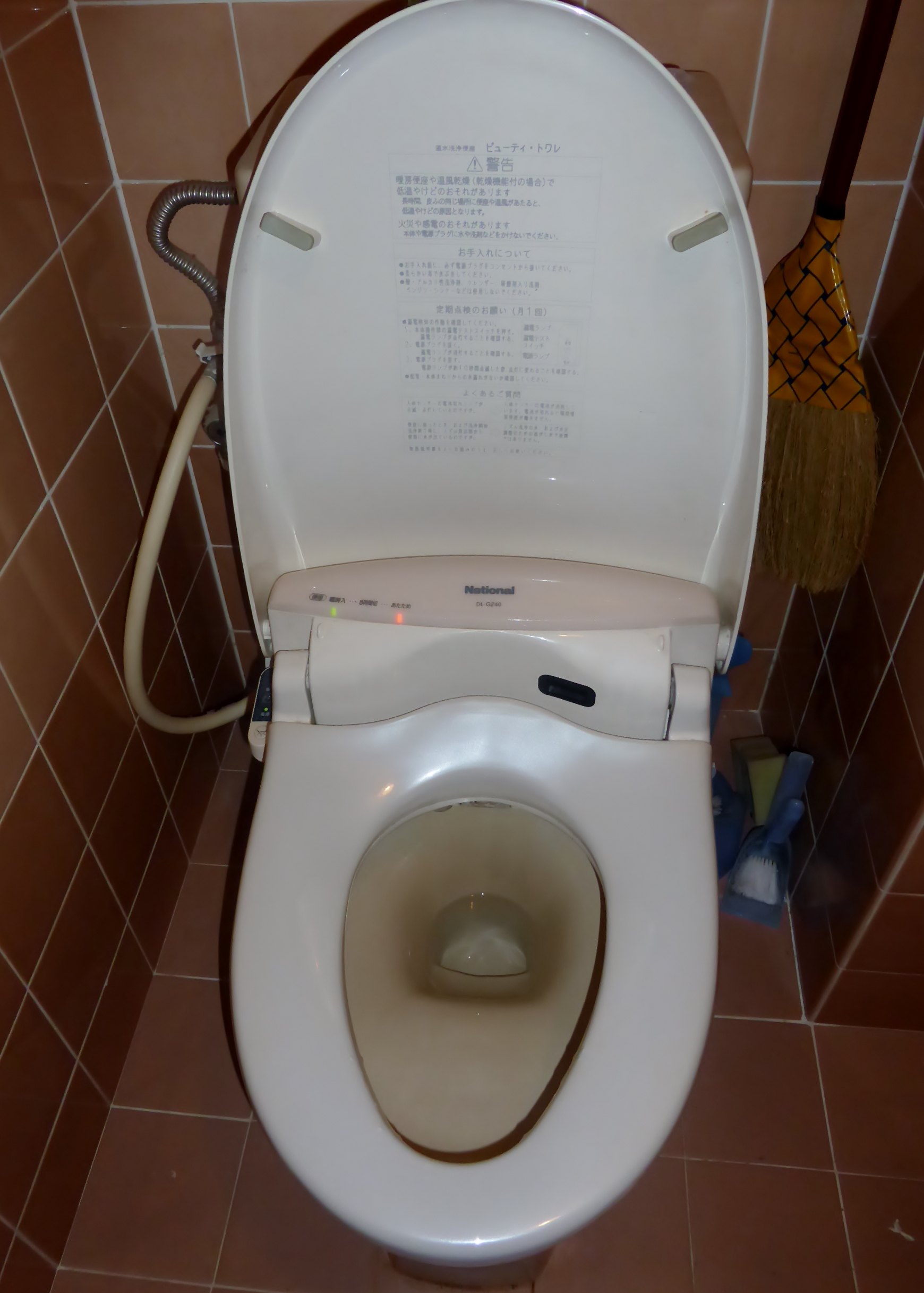
Унитаз с электронным управлением

«Panasonic»

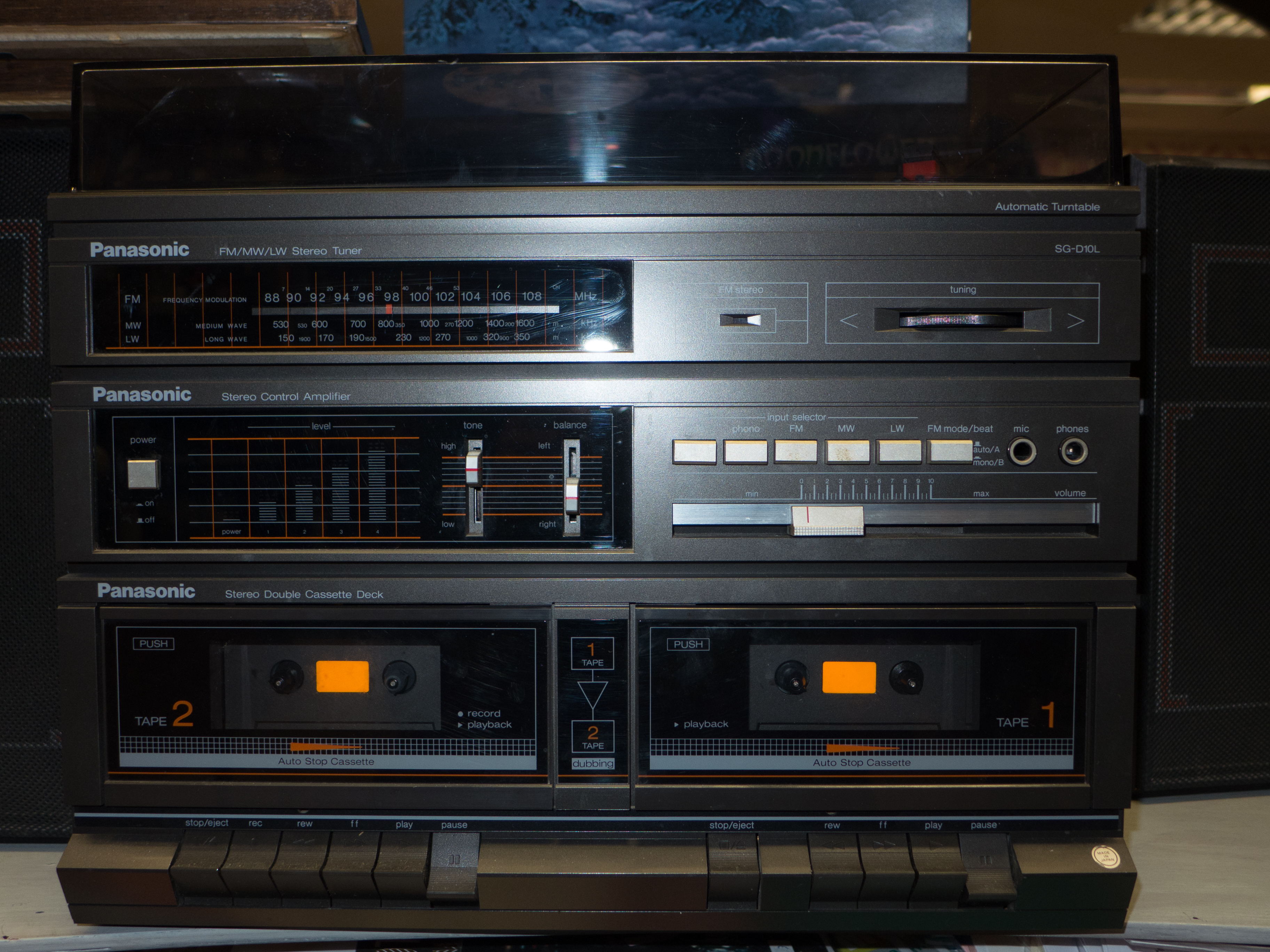
Двухкассетная магниторадиола
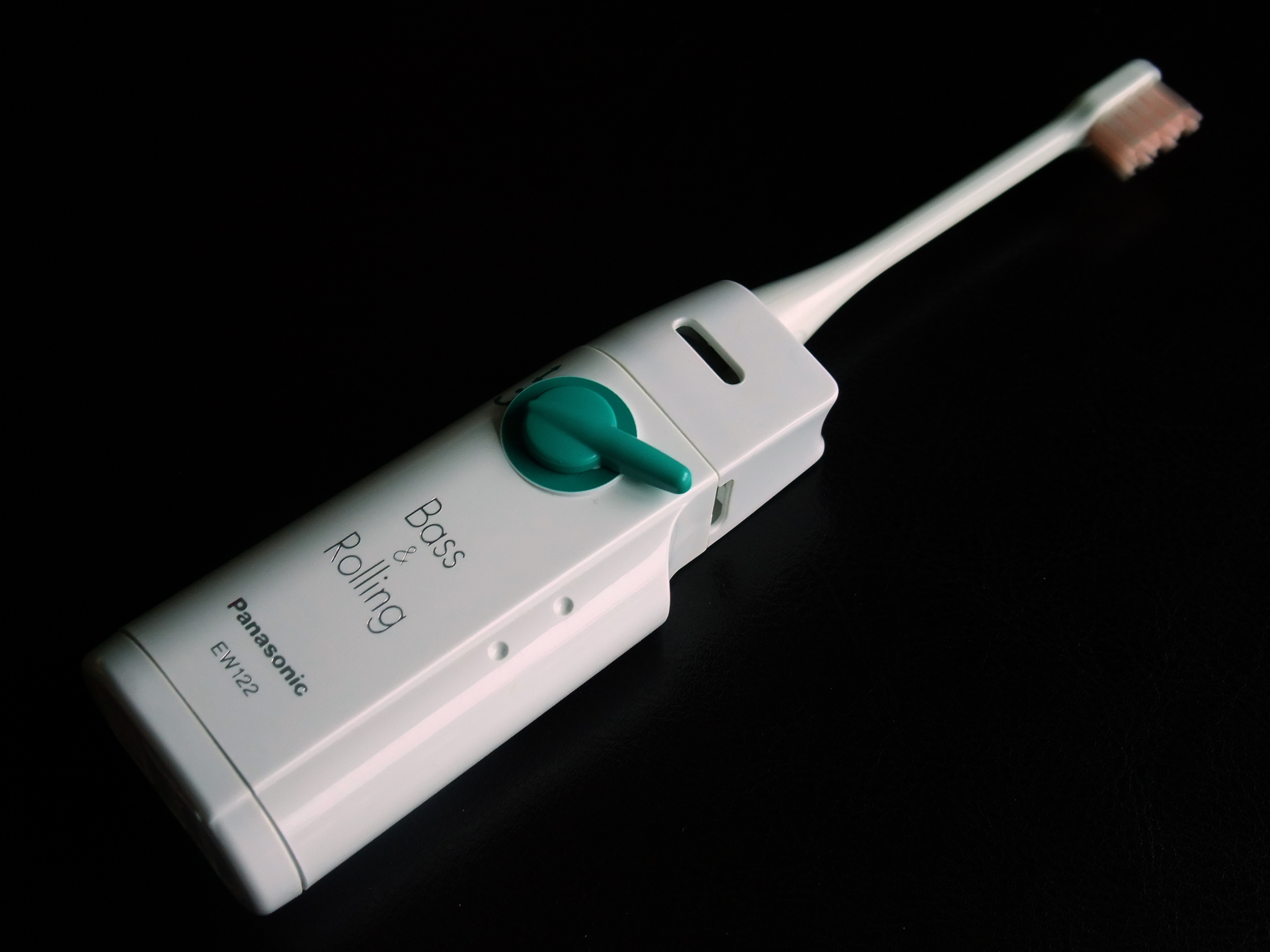
Электрическая зубная щётка
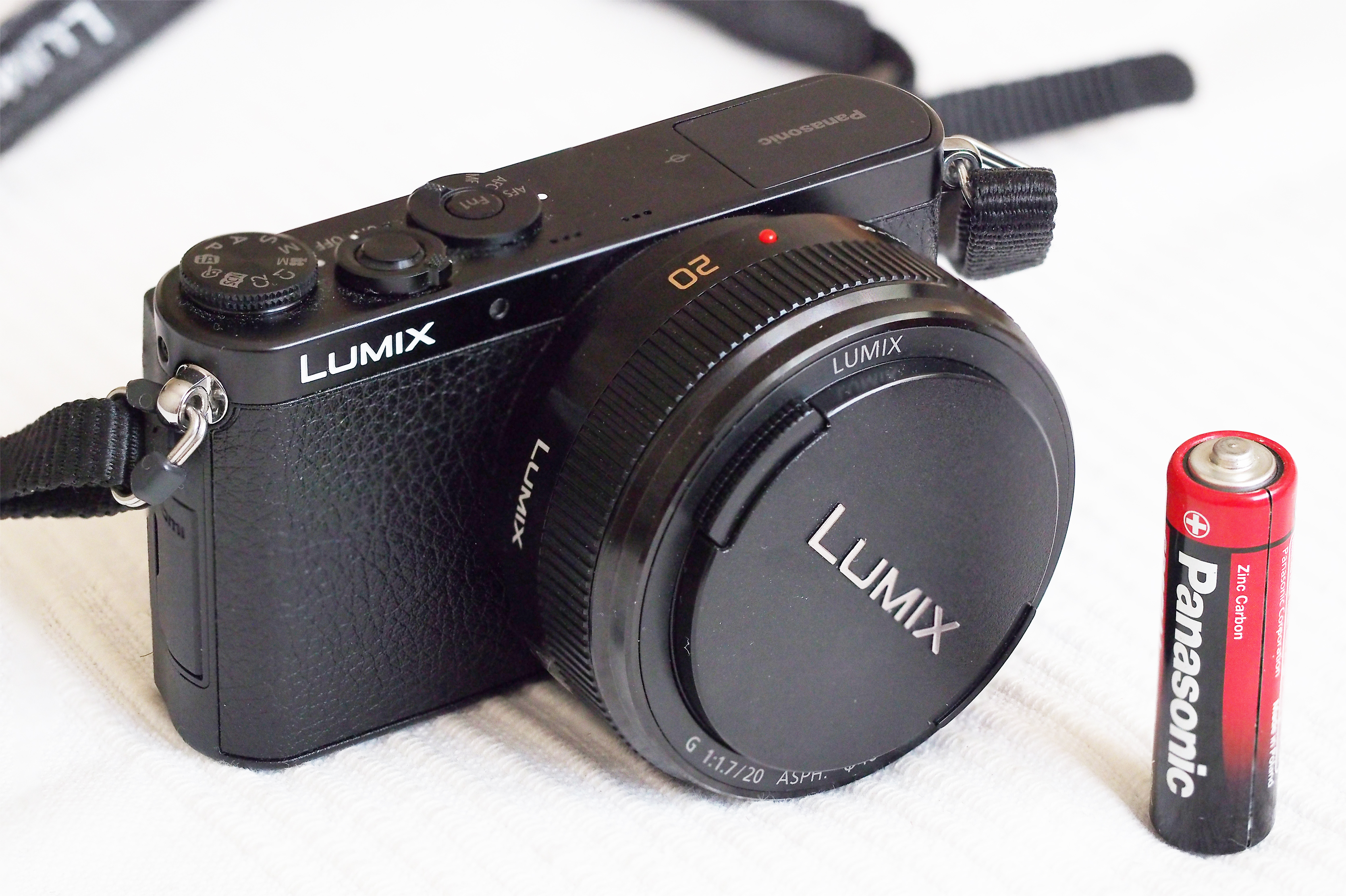
Цифровой фотоаппарат и марганцево-цинковый (солевой) гальванический элемент типоразмера AA
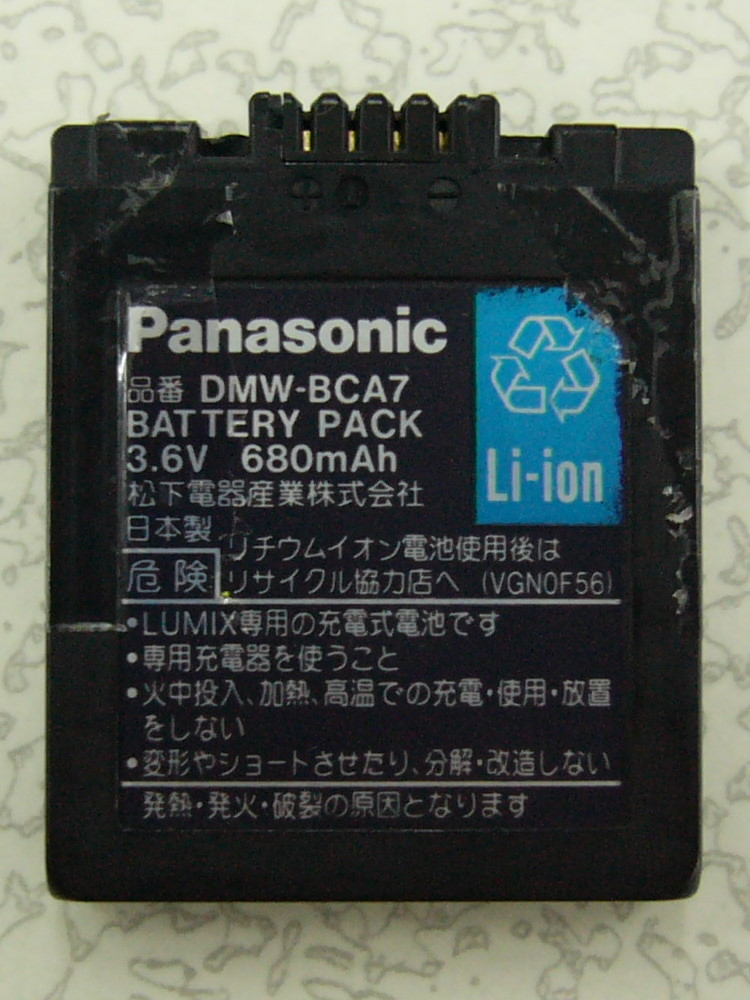
Литий-ионный аккумулятор для видеокамеры
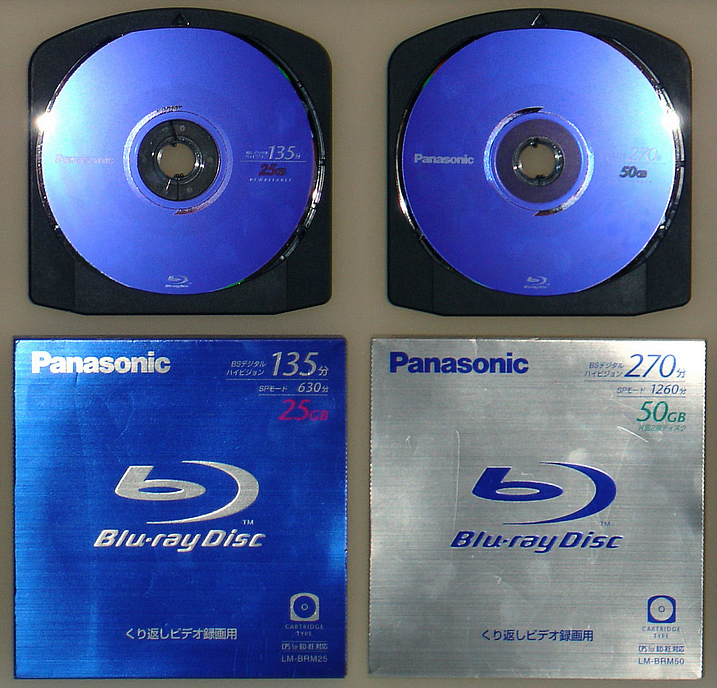
Blu-ray диски
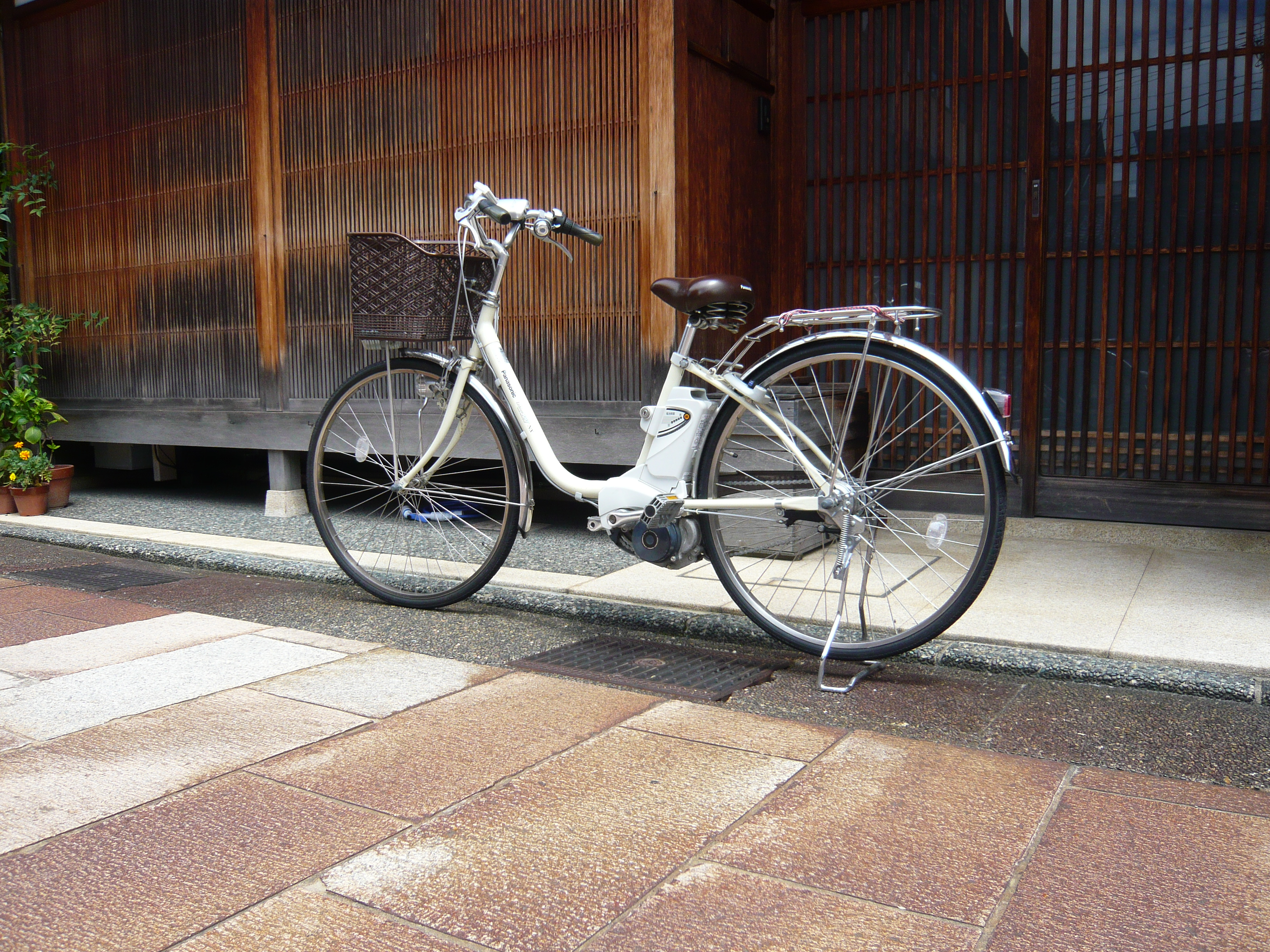
Электровелосипед

### Panasonic в России
В 1990-х и первой половине 2000-х на территории России компания была среди безусловных лидеров по продажам телевизоров, видеомагнитофонов, DVD-устройств, видеокамер, радиоприемников, наушников и радиотелефонов, однако затем она почти полностью ушла с массового рынка.
C 2007 года концерн выпускал продукцию на заводе «Балтмикст» в Калининграде, но 2 января 2009 года завод был ликвидирован.
9 декабря 2014 году президентом Фонда Сколково Виктором Вексельбергом и генеральным директором Panasonic Россия Сигэо Судзуки подписали соглашение о создании Центра исследований и разработок Panasonic. В 2017 году Panasonic открыл в инновационном центре Сколково агролабораторию по тестированию почвенных субстратов, питательных растворов, различных сортов посевного материала. В феврале 2019 Panasonic объявил о планах создания научного технологического IT-парка в «Сколково».
В марте 2022 года Panasonic заявил о прекращении торговых операций с Россией. Компания связала это с логистической и экономической ситуацией. В мае 2022 года Минпромторг включил продукцию компании в перечень товаров для параллельного импорта.

## Технологии
- Viera

## Спонсорство

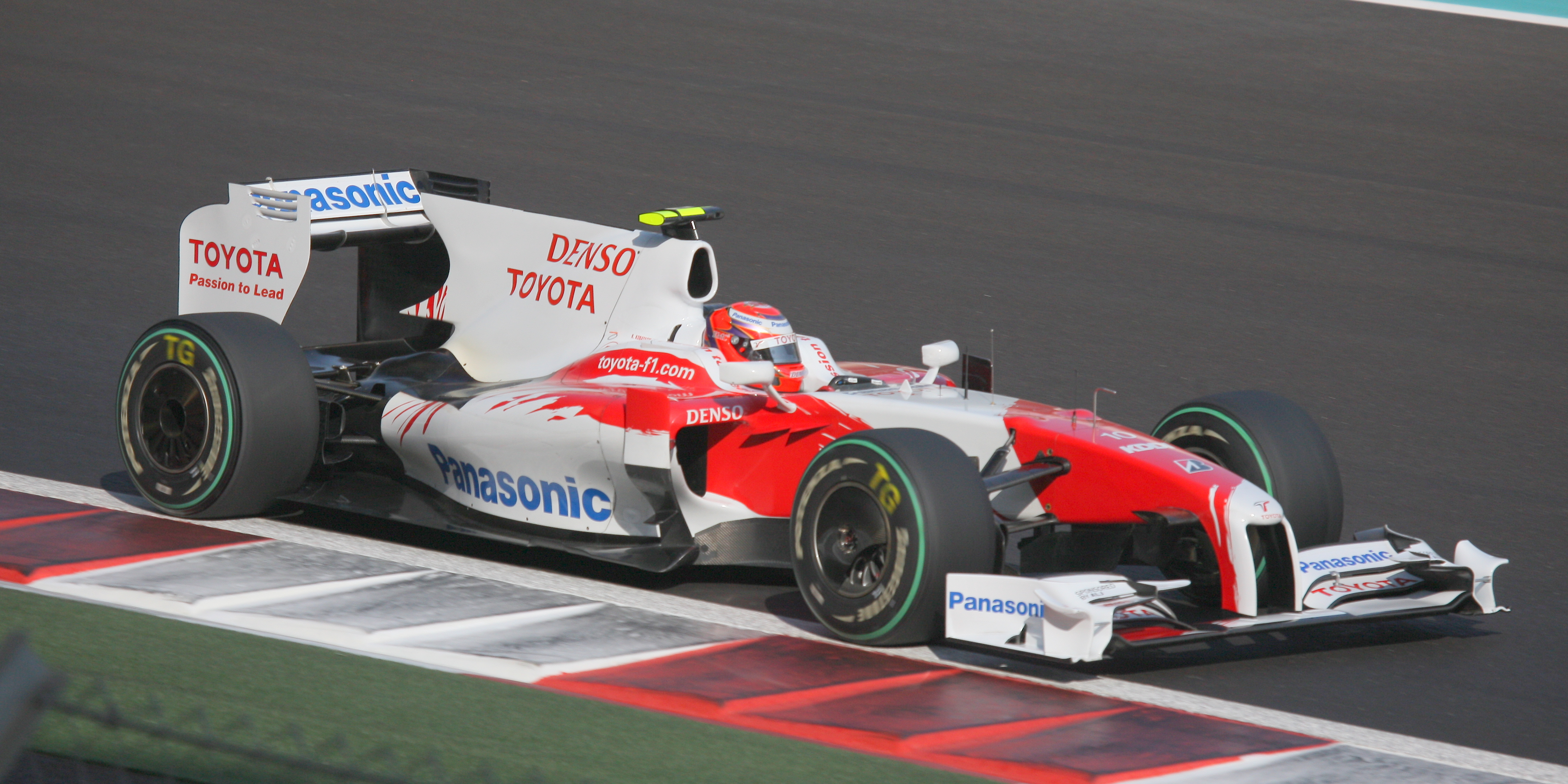
Логотипы Panasonic на болиде Toyota

Panasonic являлся генеральным спонсором Олимпийских игр в области видео и аудио вплоть до 2016 года.
Panasonic являлся главным спонсором проекта Toyota F1, также известного как Panasonic Toyota Racing. Хиро Мацусита, внук создателя компании, — бывший гонщик, активно участвовал в этом проекте.
Panasonic также является владельцем японской футбольной команды Gamba Osaka.

## Акционеры
Корпорацией Panasonic на март 2018 года было выпущено 2,45 млрд акций. Треть из них (33,4 %) находится у зарубежных инвесторов, 31,9 % у японских финансовых институтов, 23 % у частных лиц, 6,8 % у других корпораций, 4,9 % — казначейские акции (то есть принадлежат самой корпорации). Крупнейшие акционеры:
- Japan Trustee Services Bank, Ltd — 9,97 %;
- The Master Trust Bank of Japan, Ltd — 6,05 %;
- Nippon Life Insurance Company — 2,96 %;
- Moxley and Co. LLC — 1,92 %;
- Panasonic Corporation Employee Shareholding Association — 1,76 %;
- State Street Bank West Client — 1,75 %;
- Sumitomo Life Insurance Company — 1,6 %.